# Ernesto Cavallini

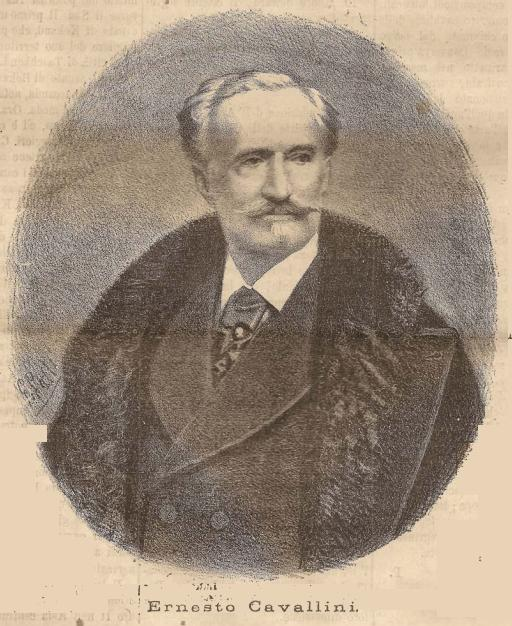
Ernesto Cavallini

Ernesto Cavallini (* 30. August 1807 in Mailand; † 7. Januar 1874 ebenda) war ein italienischer Klarinettist und Komponist.

## Leben
Ernesto Cavallini studierte am  Mailänder Konservatorium bei Carulli. 1830 trat er bei den Konservatoriumskonzerten mit seinem Bruder, dem Violinisten Eugenio Cavallini, auf. Er wurde Soloklarinettist der Scala unter Giacomo Panizza. Später unterrichtete er am Mailänder Konservatorium und trat ab 1852 in St. Petersburg auf. Dort wurde er 1862 von Anton Rubinstein als erster Professor für Klarinette am neu gegründeten Konservatorium engagiert; diese Stelle hatte er bis 1870 inne.
Cavallini spielte auf einer Klarinette mit sechs Klappen aus Buchsbaumholz, die zu dieser Zeit bereits als „veraltet“ galt. Cavallini wurde als der „Paganini der Klarinette“ beschrieben. Seine Art zu spielen inspirierte Giuseppe Verdi dazu, ein Klarinettensolo und eine Kadenz in seine 1862 uraufgeführte Oper La forza del destino zu schreiben und führte Panizza dazu, eine Reihe von Variationen für Klarinette in Ettore Fieramosca o La disfida di Barletta einzufügen.
Als Komponist ist Cavallini heute am besten für sein Adagio und Tarantella, sein Adagio Sentimental, seine Fantasien und seine 30 Capricci für Klarinette bekannt. Zudem komponierte er einige Werke für Es-Klarinette, unter anderem Variationen über Carnavale die Venezia, I figli di Eduardo 4th in Zusammenarbeit mit Panizza und Fantasie über ein Thema aus  Ultimo Giorno di Pompeii. Er nannte Rossini als Einfluss in seinen Kompositionen und schuf ihm zu Ehren Una Lagrima sulla Tomba dell’Immortale Rossini. Seine Werke wurde häufig vom Klarinettisten Ferdinando Busoni aufgeführt, aber auch er selbst spielte beispielsweise seine Fantasien für die Philharmonic Society in London am 2. Mai 1842 und am 23. Juni 1845.